# Georg Gehring
Georg Gehring   (Frankenthal, 14 de novembre de 1903 - Szczecin i Ludwigshafen, 31 d'octubre de 1943) va ser un lluitador alemany, que combinà la lluita lliure i la lluita grecoromana, que va competir durant les dècades de 1920 i 1930.
El 1928 va prendre part en els Jocs Olímpics d'Amsterdam, on guanyà la medalla de bronze en la competició del pes pesant del programa lluita grecoromana. També disputà els Jocs de Los Angeles de 1932 i de Berlín de 1936, on fou eliminat en sèries.
Va morir al camp de batalla durant la Segona Guerra Mundial.